# Lazzaro Mocenigo (sous-marin, 1937)
Pour les articles homonymes, voir Lazzaro Mocenigo (sous-marin).
Le Lazzaro Mocenigo (fanion « MO ») est un sous-marin italien  de la classe Marcello, construit à la fin des années 1930 pour la Marine royale italienne.
Le nom du sous-marin est un hommage à Lazzaro Mocenigo (1624-1657), amiral italien de la République de Venise.

## Conception et description
Les sous-marins de la classe Marcello ont été conçus comme des versions améliorées de la précédente classe Glauco. Ils ont un déplacement de 1 043 tonnes en surface et 1 290 tonnes en immersion. Les sous-marins mesuraient 73 mètres de long, avaient une largeur de 7,19 mètres et un tirant d'eau de 5,1 mètres.
Pour la navigation de surface, les sous-marins étaient propulsés par deux moteurs diesel de 1 800 cv (1 342 kW), chacun entraînant un arbre d'hélice. En immersion, chaque hélice était entraînée par un moteur électrique de 550 chevaux-vapeur (410 kW). Ils pouvaient atteindre 17,4 nœuds (32,2 km/h) en surface et 8 nœuds (15 km/h) sous l'eau. En surface, la classe Marcello avait une autonomie de 7 500 milles nautiques (13 900 km) à 9,4 noeuds (17,4 km/h), en immersion, elle avait une autonomie de 120 milles nautiques (220 km) à 3 noeuds (5,6 km/h).
Les sous-marins étaient armés de huit tubes lance-torpilles internes de 53,3 cm, quatre à l'avant et quatre à l'arrière. Une recharge était arrimée pour chaque tube, ce qui leur donnait un total de seize torpilles. Ils étaient également armés de deux canons de pont de 100 mm et de quatre mitrailleuses de 13,2 mm pour le combat en surface.

## Construction et mise en service
Le Lazzaro Mocenigo est construit par le chantier naval Cantieri Riuniti dell'Adriatico (CRDA) de Monfalcone en Italie, et mis sur cale le 19 janvier 1937. Il est lancé le 	20 novembre 1937 et est achevé et mis en service le 16 août 1938. Il est commissionné le même jour dans la Regia Marina.

## Histoire du service
Le Mocenigo a été affecté au IIe groupe de sous-marins (II Gruppo Sommergibili) basé à Naples où il a été utilisé pour l'entraînement, initialement sous les ordres du capitaine de corvette Ferruccio Ferrini, de 1938 à 1940.
En juin 1939, sous le commandement du capitaine de corvette Giulio Chialamberto, le Mocenigo effectue une croisière de Naples à Vigo pour vérifier les conditions de traversée du détroit de Gibraltar.
Au début de la Seconde Guerre mondiale, il  a effectué trois missions offensives infructueuses (avec le capitaine de corvette Vittore Carminati comme commandant) en Méditerranée; il a alors été décidé de l'envoyer dans l'Atlantique.
Le 24 novembre 1940 (avec un nouveau commandant, le capitaine de corvette Alberto Agostini), il quitte La Spezia et le 30, il passe le détroit de Gibraltar, coulant trois fois (les deux premières fois à environ 120 mètres et la troisième à 137 mètres) à cause des courants. Il refait surface vers la fin du parcours et doit retourner sous l'eau à cause de l'observation de deux destroyers. De là, il se rend dans sa zone d'embuscade au large de Porto. Le 2 décembre, il tente d'attaquer un groupe composé d'un croiseur auxiliaire et de quatre destroyers à 190 milles nautiques au large du cap Spartel, mais est bombardé par une quarantaine de grenades sous-marines, mais ne subit aucun dommage,.
Le 21 décembre, il repère le convoi britannique "OG 47" d'environ 20-25 kilomètres et s'est approché jusqu'à environ 600 mètres, lançant deux paires de torpilles contre autant de marchands. Sur le résultat du premier lancement - le commandant Agostini pensait avoir coulé la cible - il n'y a pas de nouvelles (peut-être était-ce un dommage), tandis que les deux autres torpilles ont frappé le navire suédois Mangen (1 253 tonneaux) qui a coulé et chaviré en peu de temps. Le Mocenigo a ensuite lancé deux autres torpilles (dans ce cas également, le résultat n'est pas connu) et est reparti sans dommage grave en raison du bombardement de grenades sous-marines qu'il a subi,,.
Dans l'après-midi du 22, Le Mocenigo attaqua le vapeur britannique Sarastone (2 473 tonneaux) mais après la troisième salve, le canon d'étrave échoua, laissant ainsi le navire britannique riposter avec les canons à bord: un tir a touché la tourelle (kiosque), empêchant d'ouvrir l'écoutille par laquelle le sous-marin est entré, qui avait en même temps commencé la manœuvre de plongée deux hommes (les marins Emilio Riccomini et Antonio Germanio) ont fini à la mer et se sont noyés alors que le commandant Agostini a à peine réussi à se sauver, également parce que l'équipage avait refait surface du sous-marin.Le Mocenigo a alors ouvert le feu avec le canon de poupe endommageant le Sarastone qui a battu en retraite, mais perdant deux autres hommes (le chef barreur Serafino Sacchi et le marin Vincenzo Napoleone) pour un second tir qui a endommagé la tourelle,,. Le 26 décembre, le Mocenigo est arrivé à Bordeaux, où se trouve la base italienne de Betasom.
Début mars 1941, il part de Bordeaux pour la deuxième mission, à l'ouest de l'Irlande, et le 9, on lui signale un convoi qu'il recherche sans le trouver ; il ne rencontre aucun navire et le 22 mars, il prend la route du retour.
En mai, il a été envoyé au large du Maroc, atteignant sa zone d'opérations le 29 mai. Il a reçu plusieurs messages indiquant des convois en transit dans la zone mais, en raison d'erreurs de position, il n'a jamais atteint l'observation. Le 7, il a entamé le voyage de retour sans avoir rien coulé.
Le 16 août 1941, il quitte Bordeaux pour retourner en Méditerranée. Le 23, il passe le détroit de Gibraltar et cinq jours plus tard, il arrive à La Spezia,.
En décembre 1941, il a effectué une mission pour transporter 15 tonnes de provisions et 59 tonnes d'essence à Derna, échappant également à plusieurs attaques aériennes.
Le 14 ou 15 mars 1942, il a coulé avec une torpille le pétrolier français Sainte Marcelle (1 518 tonneaux) au nord de Capo Falcone,,. Le navire transportait des provisions pour l'Afrika Korps mais le commandant du Mocenigo (qui était à l'époque le capitaine de corvette Paolo Monechi) n'en avait pas été informé.
Le 20 mars 1942, à 15h33, il lance quatre torpilles sur le vétuste porte-avions britannique HMS Argus (I49)qui lance des avions à destination de Malte ; trois salves sont entendues mais le navire n'est pas touché,,.
Le 18 mai, le Mocenigo a tiré trois torpilles sur un croiseur qui faisait partie d'une formation également formée par les porte-avions HMS Eagle (94) et Argus et sept destroyers : les explosions des torpilles ont été entendues mais aucun dommage n'a été documenté,.

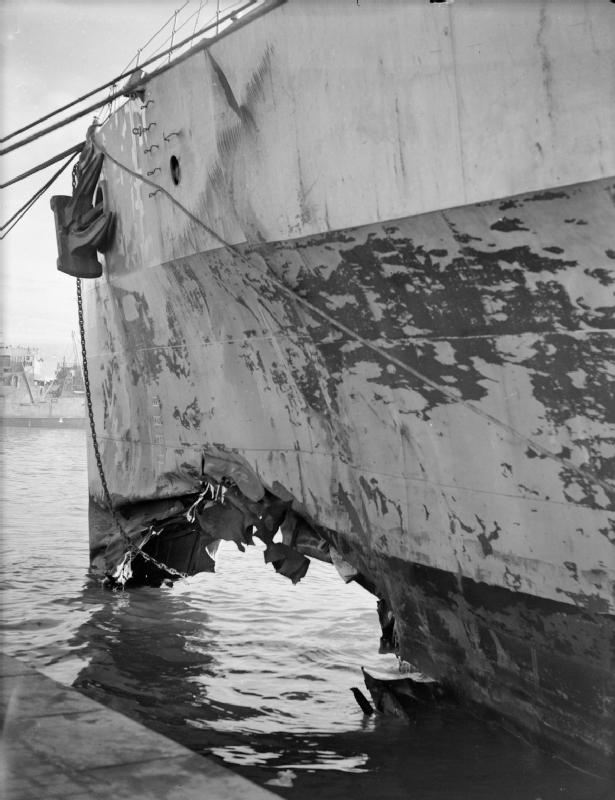
Dommages à l'avant de lArgonaut après le torpillage

Le 19 novembre 1942, près du Cap de Fer (avec le capitaine de corvette Alberto Longhi comme nouveau commandant), le Mocenigo attaqua un transport avec quatre torpilles, dont l'une endommagea peut-être le navire.
Le 14 décembre à 5h56 du matin, au large de Bona, le Mocenigo lance quatre torpilles contre la première unité d'une rangée de navires qui ressemblent à des destroyers de classe Tribal: il s'agit en fait du croiseur léger HMS Argonaut (61), qui est touché par deux torpilles,, à l'avant et à l'arrière, avec 3 morts et de très graves dégâts. Le navire ne reprendra du service qu'un an plus tard.
Aux premières heures du 30 janvier 1943, le Mocenigo a lancé quatre torpilles, de 1 600 mètres, contre un convoi au large du cap Carbon, avertissant de quelques explosions (il n'y a cependant pas de traces de dommages) et échappant ensuite à un bombardement intense de grenades sous-marines.
Le 10 avril 1943, il se trouvait à La Maddalena lorsque la base fut frappée par un bombardement aérien américain intense (au cours duquel le croiseur lourd Trieste fut coulé et le croiseur lourd Gorizia fut gravement endommagé). Le Mocenigo fut touché avec divers dommages aux doubles parois, aux tuyaux et aux réservoirs de carburant; un membre d'équipage fut tué et deux autres furent gravement blessés.

Il est envoyé à Castellamare di Stabia et y reste quelques jours, d'autres petites réparations sont effectuées à Cagliari. Un peu plus d'un mois plus tard, à 14h45 le 13 mai 1943, alors qu'il était au travail à Cagliari, la ville fut bombardée par les avions américains de l'USAAF. Touché par plusieurs bombes, le Mocenigo coula avec la mort de cinq hommes,.
En Méditerranée, le Mocenigo a effectué 15 missions offensives-exploratoires et 9 missions de transfert, pour un total de 21 235 milles nautiques de navigation en surface et 3 733 milles nautiques sous l'eau.

## Palmarès
| Mission | Date             | Bateau          | Nation      | Tonnage en tonneaux | Notes               |
| ------- | ---------------- | --------------- | ----------- | ------------------- | ------------------- |
| 1re     | 21 décembre 1940 | Mangen          | Suède       | 1 253               | Cargo               |
| 2e      | 14 mars 1942     | Sainte Marcelle | France      | 1 518               | Pétrolier           |
| 3e      | 14 décembre 1942 | Argonaut        | Royaume-Uni |                     | Croiseur, endommagé |
| Total:  | Total:           | Total:          | Total:      | 2 771 tonneaux      |                     |